# Хънтингтън (Орегон)
Вижте пояснителната страница за други значения на Хънтингтън.
Хънтингтън (на английски: Huntington) е град в окръг Бейкър, щата Орегон, САЩ.
ЗИП кодът му е 97907, а телефонният му код е 541.

## География
Има население от 515 жители (2000) и обща площ от 1,9 km². Намира се на 643,13 m надморска височина.